# Улица Некрасова (Звенигород)
Улица Некрасова — одна из главных улиц города Звенигород Московской области. Улица названа в честь знаменитого русского поэта Николая Алексеевича Некрасова (1821—1877).

## Описание
Улица Некрасова берет свое начало от пересечения с улицей Московской, переходя из улицы Луначарского и далее уходит в северном и северо-восточном направлении. Заканчивается улица на пересечении с улицей Маяковского. По ходу движения с начала улицы ее пересекают Почтовая улица, Соловьёвская улица, улица Мичурина, Советская улица, улица Пушкина, улица Гоголя и улица Белинского. По ходу движения с начала улицы слева примыкают улица Комарова, Комсомольская улица и Пионерская улица.
Улица Некрасова на всем своем протяжении является улицей с двусторонним движение.
Нумерация домов начинается со стороны Московской улицы.
Почтовый индекс улицы Некрасова — 143180 и 143185.

## Примечательные здания и сооружения
- Звенигородский манеж — владение 2. Манеж является объектом культурного наследия, а также частью историко-архитектурного и художественного музея Савина-Сторожевского монастыря. Здание было построено в 1830 году и считается самым древним сохранившемся кирпичным строением в Звенигороде[2][3]. Здание Звенигородского манежа не эксплуатировалось с 2003 года, а в 2007 году объект был передан в ведение Звенигородского музея. В 2020 году в здании манежа проведены реставрационные работы[4].
- Церковь Александра Невского — Московская улица, владение 35.
- Звенигородская городская библиотека имени Антона Павловича Чехова — Почтовая улица, владение 16/7[5].
- Муниципальное автономное учреждение дополнительного образования Дом Детского творчества — владение 8[6].
- Звенигородский городской суд Московской области — Почтовая улица, владение 51[7].
- Памятник работникам Звенигородской фабрики культтоваров, погибшим в Великой Отечественной войне — Почтовая улица, владение 36.
- Бюст Карла Маркса (жанровая скульптура) — владение 2.
- Памятник Савве Сторожевскому и Юрию Звенигородскому — сквер на пересечении Московской улицы, улицы Василия Фабрично и Игнатьевской улицы. Памятник был открыт 17 сентября 2005 года в день основания города Звенигорода. Автором памятника является народный художник России Андрей Ковальчук.

## Транспорт
Движение общественного транспорта осуществляется по улицам, пересекающим улицу Некрасова. Здесь проходят городские автобусные маршруты № 10, № 13, № 22, № 23, № 23/51, № 23/25, № 24, № 25, № 25/51, № 28, № 50, № 51, № 452, № 455, № 881К и № 1054.